# Revizionizam
Pojam revizionizam (iz latinskog: revidere – „ponovo pogledati“) 
označava nastojanja ponovne procjene ili reinterpretacije do tada od većine kao valjanim priznatih spoznaja, doktrina ili stavova na području, povijesti, politike ili znanosti, ponovnim razmatranjem ili postavljanjem novih pitanja. Time se "revidiraju" na način koji u većoj ili manjoj mjeri odstupa od "ortodoxnog" ili opće uvriježenog stava. Izraz se rabi od strane pristaša i protivnika takvih revizija.

## Povezan članak
- Povijesni revizionizam